# روبن لي
روبن لي هو مؤسس موقع بيدو الصيني وهو أكبر محرك بحث صيني ومن أكبر المواقع على الإنترنت وهو المصنف رقم واحد في الصين والخامس عالمياً، ويحتوي على أكثر من 50 خدمة وقسم فرعي.

## روابط خارجية
- روبن لي على موقع مونزينجر (الألمانية)
- روبن لي على موقع إن إن دي بي (الإنجليزية)